# Steven Lewis

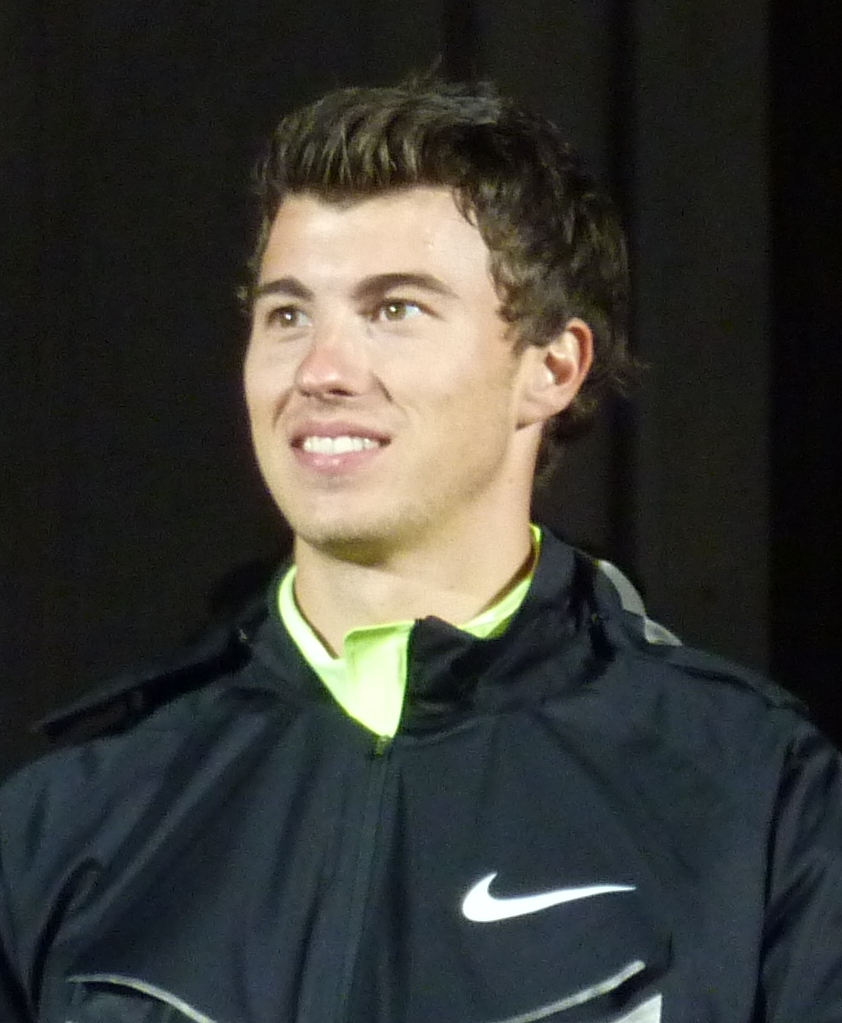
Lewis 2012 in München

Steven Lewis (Steven James „Steve“ Lewis; * 20. Mai 1986 in Stoke-on-Trent) ist ein ehemaliger britischer Stabhochspringer.
2006 gewann er, für England startend, Bronze bei den Commonwealth Games in Melbourne.
Bei den Leichtathletik-Weltmeisterschaften 2007 in Osaka und den Olympischen Spielen 2008 in Peking schied er ohne gültigen Versuch aus. 2009 wurde er Vierter bei den Halleneuropameisterschaften in Turin und Siebter bei den Weltmeisterschaften in Berlin.
Im Jahr darauf folgte ein sechster Platz bei den Hallenweltmeisterschaften in Doha und die Silbermedaille bei den Commonwealth Games in Neu-Delhi.
Am 12. Januar 2018 verkündete Lewis das Ende seiner sportlichen Karriere.
Steven Lewis wurde von Dan Pfaff trainiert und startete für die Newham & Essex Beagles.

## Persönliche Bestleistungen
- Freiluft: 5,82 m, 21. Juli 2012, Szczecin
- Halle: 5,77 m, 2. März 2012, Dessau